# 苗場プリンスホテル
苗場プリンスホテル（なえばプリンスホテル、英: Naeba Prince Hotel）は、新潟県南魚沼郡湯沢町三国にある苗場スキー場内に立地する、国内最大級のリゾートホテル。

## 概要
1962年に開業。スキーをメインとしたリゾートホテルのはしりであり、その後1970年代から1980年代にかけて改築や別館の増設が相次いで行われバブル景気後半のスキーブーム期にはリゾートホテルの上位として当時の若者の憧れであり、クリスマスシーズンや年末年始期のみならず週末でさえ宿泊予約が取りづらいホテルとしても知られ、バブル景気末期には2号館・4号館が建設された。
山中にありながら非常に「都会的」なホテルとして演出が施され24階建て2号館タワー棟・冬期でも全面ガラス張りの室内プール・24時間営業のレストラン・コンビニエンスストア・ファストフード店などの施設、さらに融雪が施された駐車場や屋外に出ることなく直接ゴンドラに乗ることができる通路など先進的な面が注目されたほか、1981年から毎年開催される松任谷由実のコンサート『SURF&SNOW in Naeba』や1999年から当地で開催されるフジロックフェスティバルのオフィシャルホテル。また世界最長の『ドラゴンドラ』などでも知られるほか、リゾートホテルとしては珍しい本格的な音響照明施設を持つ最大1000名収容のホール『ブリザーディウム』がある。同ホールは1992年（平成4年）2月の「Surf&Snow」通算12回目の公演から当ホールを使用している。
しかしバブル景気は崩壊した1990年代前半にはスキーブームも終息となり利用者が激減。その後はゴルフ場営業を中止するなど縮小化がはじまり、2010年には小中学校夏休み期間を除いて夏期営業を停止。2012年2月には最廉価ランク客室のみで構成された5号館を閉鎖。2016年現在では夏休み期間・紅葉シーズン・冬期のみ営業を行う。

## 施設
客室棟は2号館・3号館・4号館・5号館・6号館・ワールドカップロッジに分かれている。
- 室数：1,299室 収容人員：3,256人
  - チェックイン 15:00 チェックアウト 10:00
- レストラン：20ヶ所
  - 日本料理：6ヶ所
  - 西洋料理：8ヶ所
  - 中華料理：2ヶ所
  - ラウンジ・バー：4ヶ所
- 宴会場
- 多目的ゾーン（Mt.40）
- スポーツショップ・売店・ドラッグストア
- 室内温水プール[注 2]・苗場温泉・ネイルエステ・診療所・ATM（セブン銀行）
- 駐車場：5,800台

## 沿革
- 1961年（昭和36年）- 12月28日、苗場国際スキー場開業。
- 1962年（昭和37年）- 12月23日、苗場スキーハウス新館開業（27室、564ベッド）1期棟。
- 1963年（昭和38年）- 12月26日、苗場筍山ロープウェー開業。
- 1964年（昭和39年）- 3月10日、第42回全日本スキー選手権アルペン競技会大会を開催。
- 1965年（昭和40年）- 3月10日、第43回全日本スキー選手権アルペン競技大会を開催（大回転競技は悪天候のため中止）
  - 5月、苗場分譲地を造成、分譲開始（白樺平別荘地16万5千㎡）
- 1966年（昭和41年）- 第1回全日本スピードスキー競技大会を開催。
  - 11月、国道17号線全面舗装完成。
- 1967年（昭和42年）- 2月24日、皇太子明仁親王夫妻、来訪。
  - 3月9日、全日本スピードスキー競技会を開催（時速134キロのスピード記録生まれる）
  - 12月、苗場スキーハウス新館が苗場ホテルに改称（東館32室増築、旧2号館）2期棟。
- 1968年（昭和43年）- 3月8日、第46回全日本スキー選手権アルペン大会を開催。
  - 3月15日、皇太子夫妻、浩宮徳仁親王、来訪。
- 1969年（昭和44年）- 3月4日、第47回全日本スキー選手権アルペン大会を開催。
  - 第4回全日本スピードスキー競技大会を開催。
  - みつまた高原にリフト1基（第2リフトB線）とコース11haを造成。
  - レストランプリンス開業（筍山山頂）
- 1970年（昭和45年） - 3月15日、皇太子夫妻、3日間滞在。
  - 第5回全日本スピードスキー競技大会を開催。
  - 12月、苗場ホテルを苗場プリンスホテルに改称（別館→西館→旧4号館 70室増築計129室）3期棟。
  - 12月17日、みつまた高原スキー場開業。
- 1972年（昭和47年）- 第6回全日本スピードスキー競技大会（キロメーターランセ・苗場）を開催。
- 1973年（昭和48年）- 3月、苗場国際スキー場から苗場スキー場に改称。
  - 3月12日、苗場スキー場で’73FISスキーワールドカップ大会、日本で初めて開催される。
  - 12月24日、苗場プリンスホテル新館開業（3号館99室計190室）4期棟。
- 1974年（昭和49年）- 12月31日、苗場プリンスホテルワールドカップロッジ開業（128室）
- 1975年（昭和50年）- 2月、'75スキーワールドカップ苗場大会を開催。
- 1976年（昭和51年）- 7月2日、苗場プリンスホテルゴルフコース開業（18ホール）
  - 12月17日、苗場プリンスホテル増築（141室計459室）5期棟。
- 1977年（昭和52年）- 11月、西武ヴィラ苗場1号館（6階・125戸）、2号館（6階・128戸）竣工。
  - 12月24日、かぐらスキー場開業。
- 1978年（昭和53年）- 11月、西武ヴィラ苗場3号館（6階・285戸）竣工。
  - 12月15日、苗場プリンスホテルツインタワー（新館）開業（5号館、352室計800室）6期棟。
- 1979年（昭和54年）- 12月22日、苗場筍山ロープウエー延長改造。
- 1980年（昭和55年）- 11月、西武ヴィラ苗場5号館（14階・440戸）竣工。
  - 12月、三国スキー場開業。
- 1981年（昭和56年）- 3月、第1回松任谷由実コンサート開催。 
  - 10月、西武ヴィラ苗場6号館（14階・288戸）竣工、プリンスデリカ開業。
- 1983年（昭和58年）- 10月30日、西武ヴィラ苗場9号館（16階・431戸）竣工。
  - 12月10日、田代スキー場開業。
- 1985年（昭和60年）- 10月、西武ヴィラ苗場7号館（13階・370戸）竣工。
  - 12月13日、苗場スキー場6人乗りゴンドラ開業。
- 1986年 （昭和61年）- 11月、西武ヴィラ苗場8号館（4階・76戸）竣工。
  - 12月19日、苗場プリンスホテル新館6号館開業（672室計1476室）7期棟。室内温水プール開業。
- 1990年（平成2年） - 12月22日、苗場プリンスホテル2号館開業（332室、24階建）
- 1991年 （平成3年）- 12月20日、苗場プリンスホテル4号館（290室計1800室、13階建）、イベントホール｢ブリザーディウム｣開業
- 1992年（平成4年）- 8月、西武ヴィラ苗場クリスタル1号館（15階・533室）竣工。
- 1994年（平成7年）- 12月、苗場スキー場に浅貝ゲレンデ譲受、開業（旧スノーパルマベルカント）
- 1995年（平成8年）- 11月1日、苗場スキー場新型造雪機導入（開業時期が繰上る）
  - 12月1日、苗場第2ゴンドラ開業（8人乗り ロープウエーを架け替え）
- 1999年（平成11年）- 7月、フジロックフェスティバル開催
- 2000年（平成12年）- 3月、「コアエクストリームウィンターゲーム」(通称「コアゲーム」)が開催
- 2001年（平成13年）- 12月、世界最長のゴンドラ「ドラゴンドラ」（苗場-田代ゴンドラ）開業（8人乗り、5,481m）
- 2006年（平成18年）- 12月、開業45周年事業で苗場日帰りスキーセンター“N-Plateau”開業。
  - 3月、「SHARP 第43回全日本スキー技術選手権大会」を開催。
- 2007年（平成19年）- 3月、「SHARP 第44回全日本スキー技術選手権大会」を開催。
- 2008年（平成20年）- 2月2日 - 第57回全国高等学校スキー大会を開催。
  - 3月、「SHARP 第45回全日本スキー技術選手権大会」を開催。
- 2009年（平成21年）- 2月17日、 トキめき新潟国体冬季大会スキー競技会を開催。
  - 5月、苗場プリンスホテルゴルフコース（18H）営業休止。
  - ホテルも通年営業から夏期・冬期季節営業に切替。
- 2010年（平成22年） - ホテルの夏期営業を中止。研修目的の団体のみ受け入れ。
  - 9月11日、西武グループと新潟県の連携協定の締結[2]
- 2011年 (平成23年）−12月、温水プールを改造した子ども用室内スキ―練習場パンダルマンハウス開業

## ホテル内でライブ開催した歌手・芸能人等
- 松任谷由実
- 稲垣潤一
- とんねるず
- access
- ゴスペラーズ
- 椎名へきる - 自身のラジオ番組の公開録音に使用
- Negicco
- CHARAMEL
- GCB47

## メディア関連
当ホテルからの中継で特に継続性のあるものに関して下記に記載。
- TBS

在京局の中でも中継が特に多く、ラジオでは松宮一彦が担当した「SURF&SNOW」では毎年番組を中継。同じく松宮が中継レポートを担当していたザ・ベストテンでも渡辺美里を始めとして当ホテルから出演した実績がある。またホテル2号館上に同社のお天気カメラを設置した関係から冬期間は朝のニュースなどで放送される。
- JFN

当ホテルで毎年ライブを行う松任谷由実のラジオレギュラー番組『サウンドアドベンチャー』『For Your Departure』『Sweet Discovery』では期間中に東京のスタジオに戻れないスケジュールの都合等から期間中は苗場より放送を行うことが多い。
- エフエムナックファイブ

西武と出資関係があり冬期にスポットCM（ジングル）を放送しているエフエムナックファイブでは、毎年冬期間中に番組内で中継レポートや当ホテル内より特別番組が企画・放送される。
- フジテレビ

「オールスター雪の祭典」(アイドル達の雪中運動会)や「オールスタースポーツの祭典」（「雪の祭典」の姉妹版）でのロケ地。 夏は同一グループの大磯ロングビーチで「オールスター紅白水泳大会」「オールスター寒中水泳大会」を開催し（「寒中」は1981年より）中継を行った。
- テレビCM

新潟県にありながら集客ターゲットを主に関東・首都圏に定めていたためスポットCMの多くは地元局ではなく在京テレビ局に偏って放送される。毎シーズン新たなCMを制作するとともに松任谷由実の楽曲をタイアップとして使用する。メインキャラクターにバービー人形を採用したシーズンもあった。
なお地上波アナログ放送時代・デジタル放送時代とも、ホテル内テレビは東京キー局とテレビ埼玉が視聴でき、新潟ローカル局の視聴は不可。

## アクセス
鉄道
- 上越新幹線・上越線 越後湯沢駅から南へ約21 km（直線距離約16 km）
  - 同駅から南越後観光バス「YN 湯沢＝三俣＝貝掛温泉＝苗場プリンスホテル＝浅貝＝西武クリスタル 線」利用で約40分。冬季はこれに加えて急行が運行される。
  - 当ホテル宿泊者専用のエクスプレスバスもある。

高速バス
- 冬期間に池袋駅・練馬駅・川越的場方面からの「苗場ホワイトスノーシャトル」が運行される[3]。
  - 池袋駅東口発着便・下落合駅・練馬駅（練馬区役所前）・川越的場経由で西武観光バスが担当。
- 1995年ごろまで、東武バスが群馬県から三国峠を経由して苗場スキー場まで運行していた。

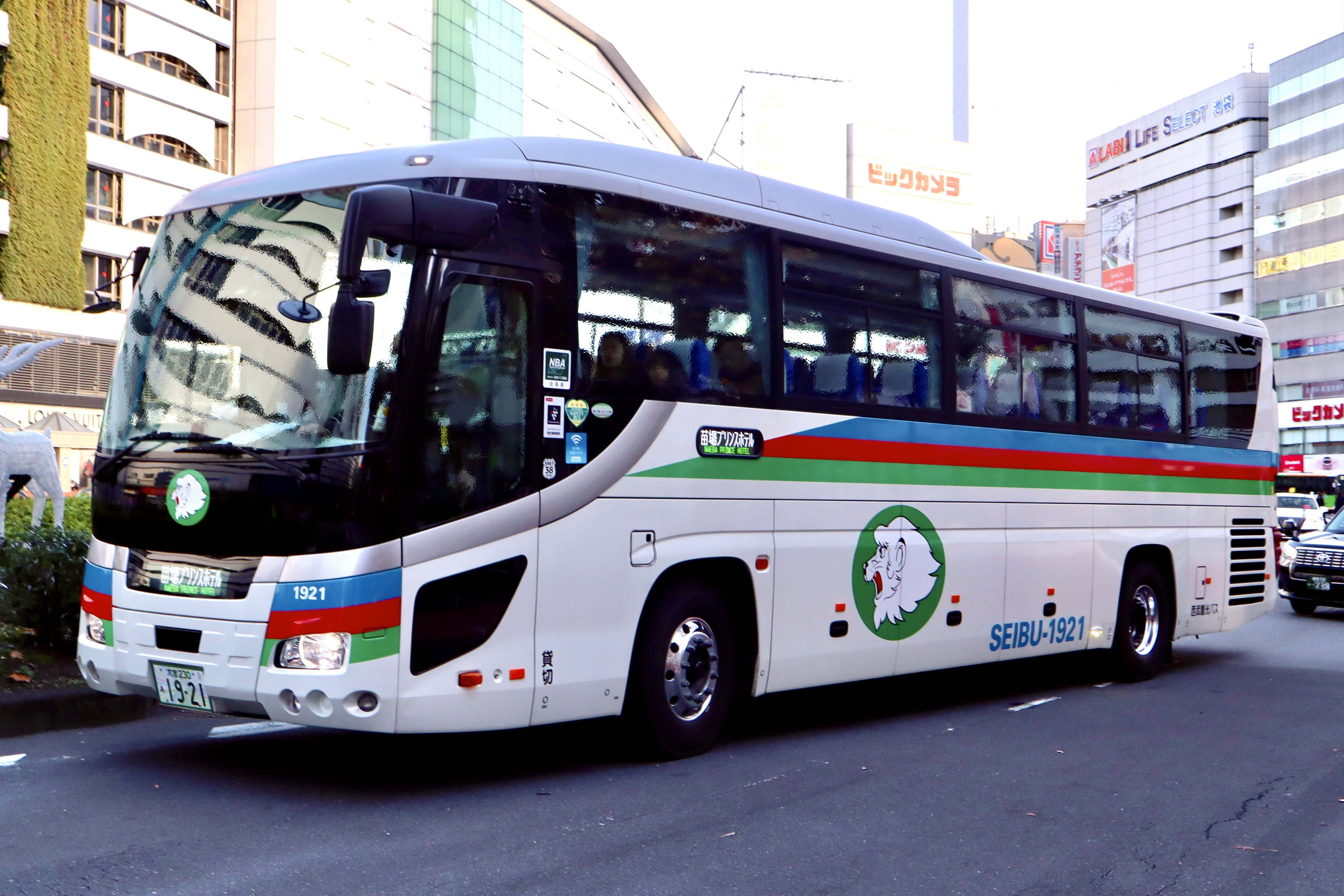
西武観光バスが運行する苗場ホワイトスノーシャトル

車
- 東京・前橋方面から

関越自動車道月夜野ICより、国道17号を湯沢・新潟方面へ約33km（三国峠を越える）。冬場の三国峠越えはタイヤチェーン規制が行われることもある。
- 新潟・長岡方面から

関越自動車道湯沢ICより、国道17号をみなかみ・東京方面へ約21km。